# Jandschingiin Baatar
Jandschingiin Baatar (mongolisch Янжингийн Баатар, englisch Yanjingiin Baatar; * 3. August 1940 in Ulan Bator) ist ein mongolischer Radrennfahrer und nationaler Meister im Radsport.

## Sportliche Laufbahn
Baatar startete für den Armee-Sportclub Aldar. Er wurde nationaler Meister im Straßenrennen in den Jahren 1967 und 1968. 1965, fünfzehn Jahre nachdem das erste Radrennen in der damaligen Mongolischen Volksrepublik auf der einzig vorhandenen befestigten Straße stattfand, startete er bei der Internationalen Friedensfahrt und wurde 71. im Gesamtklassement. Er war Teilnehmer der Olympischen Sommerspiele 1964 in Tokio und wurde im olympischen Straßenrennen als 43. klassiert. Im Mannschaftszeitfahren wurde sein Team in der Besetzung Jandschingiin Baatar, Luwsangiin Buudai, Luwsangiin Erchemdschamts und Tschoidschildschawyn Samand 23. und ließ damit noch zehn weitere Mannschaften im Klassement hinter sich.

## Berufliches
Nach seiner Laufbahn wurde er Trainer in seinem Club und für die mongolische Nationalmannschaft. Bei den Olympischen Sommerspielen 1980 in Moskau war er der verantwortliche Nationaltrainer für das Radsportteam seines Landes.

## Anmerkung
Nach anderer Quelle ist sein Geburtsdatum der 15. Februar 1940.